# Letepsammia formosissima
Espèce
Statut CITES
Letepsammia formosissima est une espèce de coraux appartenant à la famille des Micrabaciidae.